# Xã Delana, Quận Humboldt, Iowa
Xã Delana (tiếng Anh: Delana Township) là một xã thuộc quận Humboldt, tiểu bang Iowa, Hoa Kỳ. Năm 2010, dân số của xã này là 468 người.